# Przytul mnie mocno
"Przytul mnie mocno" ("Abraça-me forte ") foi a canção da Polónia no Festival Eurovisão da Canção 1999 que teve lugar em 29 de maio desse ano em Jerusalém.
A canção foi interpretada em polaco por Mietek Szcześniak. Foi a décima-segunda canção a ser interpretada na noite do evento, a seguir à canção dos Países Baixos "One Good Reason", cantada por Marlayne e antes da canção da Islândia "All Out of Luck", interpretada por Selma. Terminou a competição em 18.º lugar, tendo recebido um total de 17 pontos. Devido aos fracos resultados nos últimos 5 anos, a Polónia não participaria no ano seguinte, regressando em 2001 com Piasek com "2 Long".

## Autores
- Letrista: Wojciech Ziembicki
- Compositor Seweryn Krajewski

## Letra
A canção é uma balada, com Szczesniak pedir ao seu amante para "Abraçar com força" e transformar o gelo em flocos de neve". Ele afirma estar surpreso que os dois estão juntos, mas canta que eles devem permanecer assim por tanto tempo quanto puderem.